# Ali Salman Jassas
Ali Salman Jassas, né le 1er août 1987,, est un coureur cycliste saoudien.

## Biographie
En 2017, Ali Salman Jassas représente son pays natal aux championnats d'Asie. Quatre ans plus tard, il se classe deuxième de la course en ligne aux championnats d'Arabie saoudite. Il participe également à l'édition 2022 du Tour de Zamora, sous les couleurs d'un club saoudien.  
Lors de la saison 2025, il devient champion d'Arabie saoudite du contre-la-montre. Il est par ailleurs sélectionné en équipe nationale pour disputer l'AlUla Tour, face à des professionnels européens.  

## Palmarès et résultats

### Par année
- 2021
  - 2e du championnat d'Arabie saoudite sur route
- 2025
  -  Champion d'Arabie saoudite du contre-la-montre

### Classements mondiaux
| Année           | 2020 | 2021 |
| --------------- | ---- | ---- |
| UCI Africa Tour | 135e | 40e  |